# Barzavu
Barzavu è un comune dell'Azerbaigian situato nel distretto di Lerik. Conta una popolazione di 637 abitanti.